# Elke Fröhlich
Elke Fröhlich (* 30. Januar 1944 in Ottmachau, Schlesien) ist eine deutsche Historikerin. Sie ist die Herausgeberin der 32-bändigen Edition der gesamten Tagebücher von Joseph Goebbels.

## Leben
Fröhlich studierte Geschichte, Politische Wissenschaft und Germanistik an der Ludwig-Maximilians-Universität München und wurde dort 1983 durch Karl Bosl mit einer Arbeit über „individuelle Widerstandsfälle“ promoviert. Sie ist die Witwe des 1989 verstorbenen Historikers Martin Broszat.
Sie war nahezu vier Jahrzehnte am Institut für Zeitgeschichte tätig. Sie arbeitete u. a. als Geschäftsführerin des dort angesiedelten Projektes zu Widerstand und Verfolgung in Bayern und war Mitherausgeberin von fünf Bänden sowie Verfasserin eines Bandes der Reihe Bayern in der NS-Zeit, die aus diesem „Pionierprojekt einer Geschichte ‚von unten‘“ (Michael Wildt) hervorging.
Im Auftrag des IfZ und in Zusammenarbeit mit dem Bundesarchiv edierte sie 1987 die bis dahin bekannten Fragmente der Tagebücher Goebbels. Nach der politischen Wende recherchierte sie in Moskau und entdeckte, dass dort die nahezu vollständigen Originale lagen. Durch Vermittlung des Direktors des IfZ Horst Möller erhielt sie die Erlaubnis, die Tagebücher zu kopieren und herauszugeben. Fröhlich leitete das Großprojekt zu den Tagebüchern von Joseph Goebbels und ist alleinige Herausgeberin der gesamten Edition, die 2008 mit drei Erschließungsbänden abgeschlossen wurde. In 29 Textbänden sind sämtliche Tagebucheintragungen in voller Länge veröffentlicht, insgesamt rund 98 % des tatsächlich von Goebbels geschriebenen (etwa 6700 Seiten) und diktierten Materials (etwa 35.000 Blatt). Die Edition der Tagebücher von Goebbels gilt als „erstrangige Quelle zur Geschichte der NS-Bewegung und des ‚Dritten Reiches‘, weil kein anderer Spitzenrepräsentant über zwanzig Jahre hinweg mit derartiger Energie und Konsequenz Aufstieg und Fall der NSDAP und des NS-Regimes aufgezeichnet hat“ (Jahrbuch Extremismus & Demokratie).
Als wissenschaftliche Expertin hat Fröhlich an zahlreichen TV-Dokumentationen über die NS-Zeit mitgewirkt, u. a. für ZDF-History, „Hitlers Helfer“ und für die dreiteilige ARD-Dokumentation „Joseph Goebbels“, die 2005 den Bayerischen Fernsehpreis erhielt.

## Schriften (Auswahl)
Monografien
- Die Herausforderung des Einzelnen. Geschichten über Widerstand und Verfolgung, München 1983 (= Bayern in der NS-Zeit, Bd. 6).
- mit Martin Broszat: Alltag und Widerstand. Bayern im Nationalsozialismus, München 1987.
- Der Zweite Weltkrieg, Stuttgart 2013.
- Der Zweite Weltkrieg. Eine kurze Geschichte, Stuttgart 2015.

Herausgeberschaften
- Bayern in der NS-Zeit. Bd. 1–4, Bd. 6, München 1977–1983.
- Die Tagebücher von Joseph Goebbels. Sämtliche Fragmente. Teil I: Aufzeichnungen 1924–1941, 4 Bde. und 1 Bd. Interimsregister, München 1987.
- Die Tagebücher von Joseph Goebbels. Komplettierter Teil I: Aufzeichnungen 1923–1941, 14 Bde., München 1998–2005.
- Die Tagebücher von Joseph Goebbels. Teil II: Diktate 1941–1945, 15 Bde., München 1993–1996.
- Die Tagebücher von Joseph Goebbels. Teil III: Register mit Einleitung zur Gesamtedition (1923–1945), 3 Bde., München 2007–2008.
- Als die Erde brannte. Deutsche Schicksale in den letzten Kriegstagen, München 2005.
- Victor Klemperer. LTI. Nach der Ausgabe letzter Hand, Stuttgart 2010.

Aufsätze
- Die Kulturpolitische Pressekonferenz des Reichspropagandaministeriums, in: Vierteljahrshefte für Zeitgeschichte, 22. Jg., 4. H. (1974), S. 347–381.
- Die Anweisungen des Reichsministeriums für Volksaufklärung und Propaganda bezüglich des Kulturproblems in okkupierten Gebieten, in: Czesław Madajczyk (Hrsg.): Inter arma non silent Musae. The War and the Culture 1939–1945, Warszawa 1977, S. 217–244.
- Die Partei auf lokaler Ebene. Zwischen gesellschaftlicher Assimilation und Veränderungsdynamik, in: Gerhard Hirschfeld u. a. (Hrsg.): Der ‚Führerstaat‘. Mythos und Realität, Stuttgart 1981, S. 255–269.
- Joseph Goebbels und sein Tagebuch. Zu den handschriftlichen Aufzeichnungen von 1924 bis 1941, in: Vierteljahrshefte für Zeitgeschichte, 35. Jg., H. 4 (1987), S. 489–522.
- Hitler und Goebbels im Krisenjahr 1944. Aus den Tagebüchern des Reichspropagandaministers, in: Vierteljahrshefte für Zeitgeschichte, 38. Jg., H. 2 (1990), S. 195–224.
- Hitler-Goebbels-Straßer. A war of deputies, as seen through the Goebbels diaries, in: Anthony McElligott u. a. (Hrsg.): Working towards the Führer, Manchester 2003, S. 41–67.
- Joseph Goebbels, portrait d’un populiste, in: Journal de Joseph Goebbels 1923–1933. Paris 2006, S. XXXIX–LXXII.
- Joseph Goebbels, profil de sa propagande (1926–1939), in: Journal de Joseph Goebbels 1933–1939. Paris 2007, S. 17–53.
- Joseph Goebbels, un propagandiste profiteur de guerre, in: Journal de Joseph Goebbels 1939–1942. Paris 2009, S. XIX–XLIX.